# Via Roma (Cagliari)
La Via Roma es una de las calles más importantes del centro de Cagliari, Italia. El tramo que da hacia el puerto, con sus elegantes edificios porticados en los que se encuentran numerosas cafeterías y tiendas, es considerado uno de los «salones» de la ciudad. Pasado este tramo, comprendido entre la esquina con el Viale Regina Margherita (al este) y la esquina con el Largo Carlo Felice (al oeste), que constituye el límite sur del barrio Marina, la Via Roma continúa hacia el oeste por el barrio Stampace, pasando por la Piazza Matteotti, donde se sitúan el Palazzo Civico y la estación de ferrocarril, hasta cruzar el Viale Trieste.

## Historia

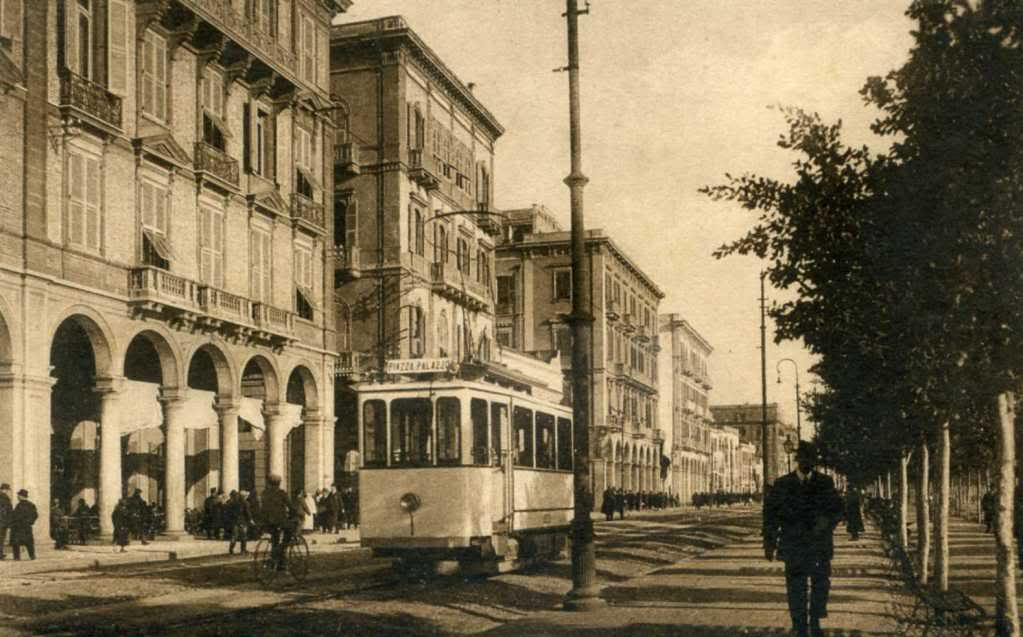
La Via Roma en los años treinta.

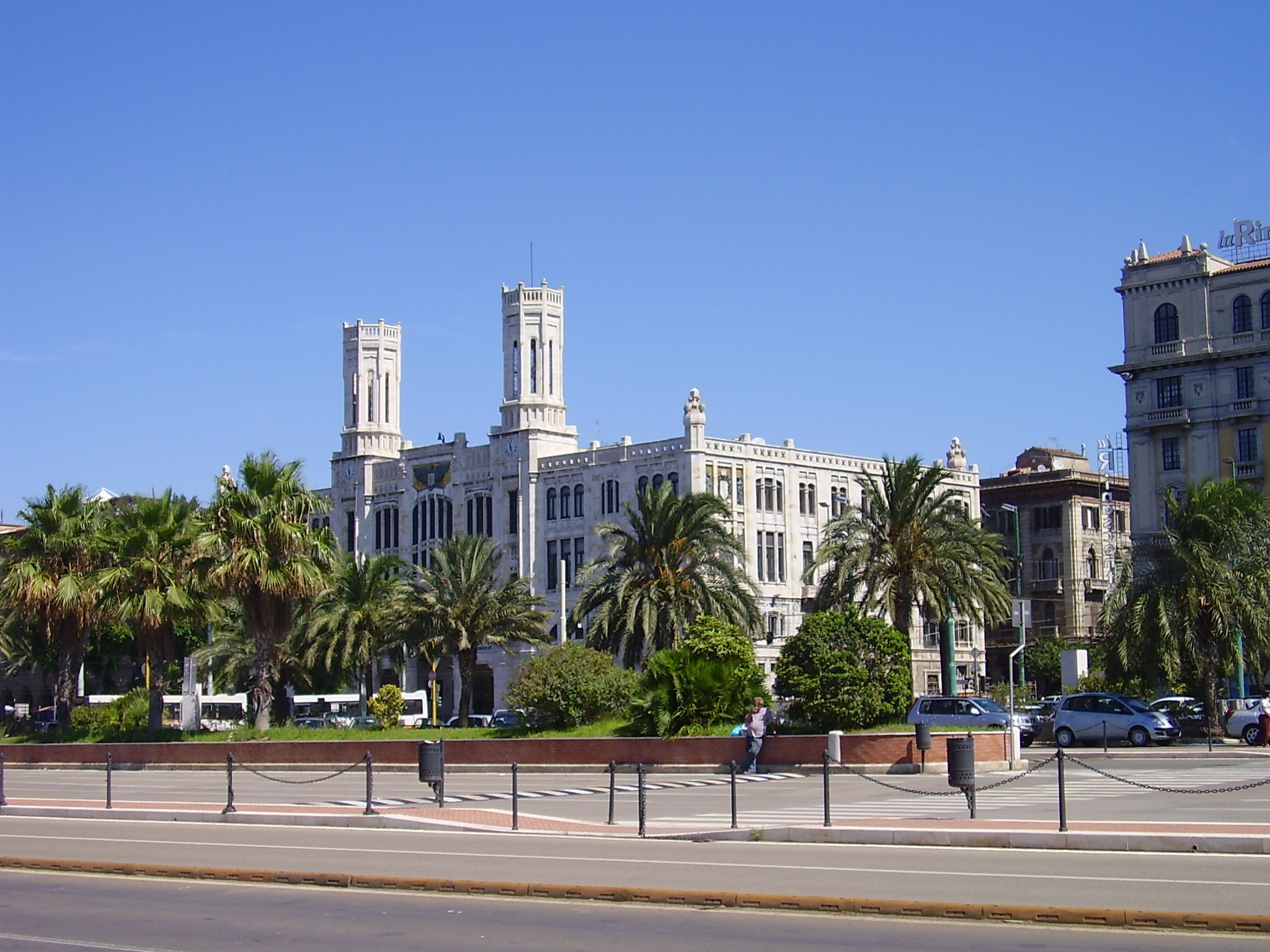
El ayuntamiento de Cagliari: a la derecha se ve parte de la fachada principal del Palazzo della Rinascente.

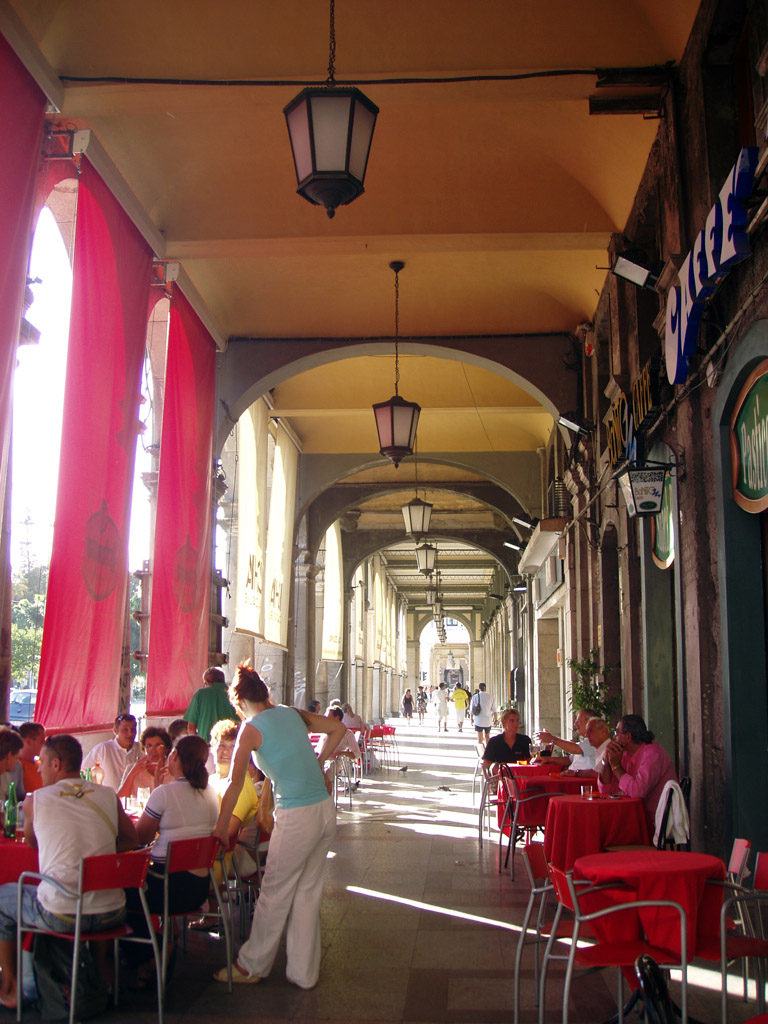
Los pórticos de la Via Roma.

El tramo frente al puerto de la Via Roma fue inaugurado el 6 de enero de 1883. La zona que atraviesa la calle estaba ocupada previamente por las murallas y los bastiones del barrio Marina, desmantelados a partir de 1880 por exigencias higiénicas y posteriormente también por lo dispuesto en el decreto real del 31 de diciembre de 1866, con el cual la ciudad de Cagliari perdía su función de plaza fuerte militar.
Entre los bastiones del muelle y las casas de la Marina se encontraba la «antepasada» de la actual Via Roma, la Via San Francesco al Molo (por el nombre de la iglesia dedicada a san Francisco de Paula). Hacia el oeste la calle se hacía más estrecha e irregular y recibía el nombre de Via delle Conce, porque aquí se situaban los establecimientos en los que se realizaba el curtido (concia en italiano) de las pieles. Adosadas a los bastiones del muelle había una serie de casas bajas, caracterizadas por la presencia de trattorie populares.
De la gradual demolición de las murallas de la Marina, además del paseo marítimo de la Via Roma, se constituyeron también otras dos arterias importantes: el Largo Carlo Felice y el Viale Regina Margherita. Tras su inauguración, la Via Roma fue embellecida con la construcción gradual de sus edificios (palazzata).

## Palazzata
La palazzata de la Via Roma, construida entre 1893 y 1988 (año de finalización de las obras del Palazzo del Consiglio Regionale), se caracteriza por el estilo ecléctico de los edificios porticados que la constituyen, en los cuales se aprecian elementos clásicos, renacentistas y modernistas. En el tramo del paseo marítimo, los edificios están separados entre sí por los varios callejones que suben hacia la parte alta de la Marina.
Empezando en el extremo este de la Via Roma, el primer edificio porticado es el Palazzo INA, que data de los años cincuenta del siglo XX, construido sobre los restos del Palazzo Zamberletti, edificado en los años veinte y destruido por los bombardeos de 1943. Más allá se encuentra el Palazzo Ravenna, de los años diez.
Superados algunos edificios del siglo XIX y atravesada la Via Porcile, el paseo porticado continúa con el moderno Palazzo del Consiglio Regionale della Sardegna, edificado en los años ochenta sobre una amplia zona obtenida tras la demolición de una manzana de casas antiguas de la Marina.
Superada la Via Lepanto se entra en los pórticos del Palazzo Puxeddu Vascellari Beretta, pasado el cual, tras atravesar la estrecha Via Concezione, se pasa a los pórticos insertados en la fachada neoclásica de la iglesia de San Francesco di Paola, construida en 1932. Al lado de la iglesia se encuentra el Palazzo Devoto, erigido en 1870 englobando parte del convento de los hermanos Minimi, alineado a la Via Roma y dotado de pórticos en 1929.

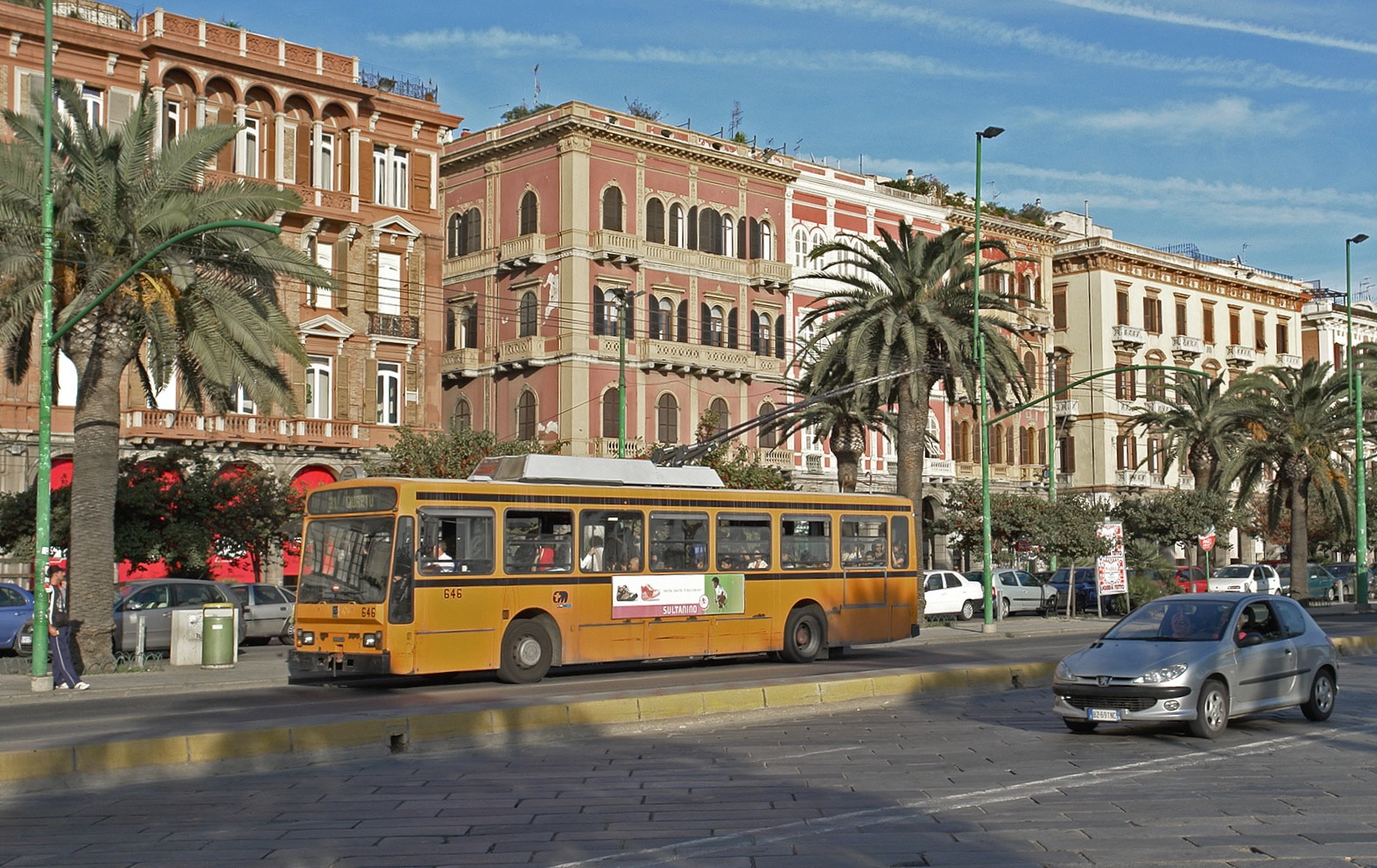
La palazzata de la Via Roma.

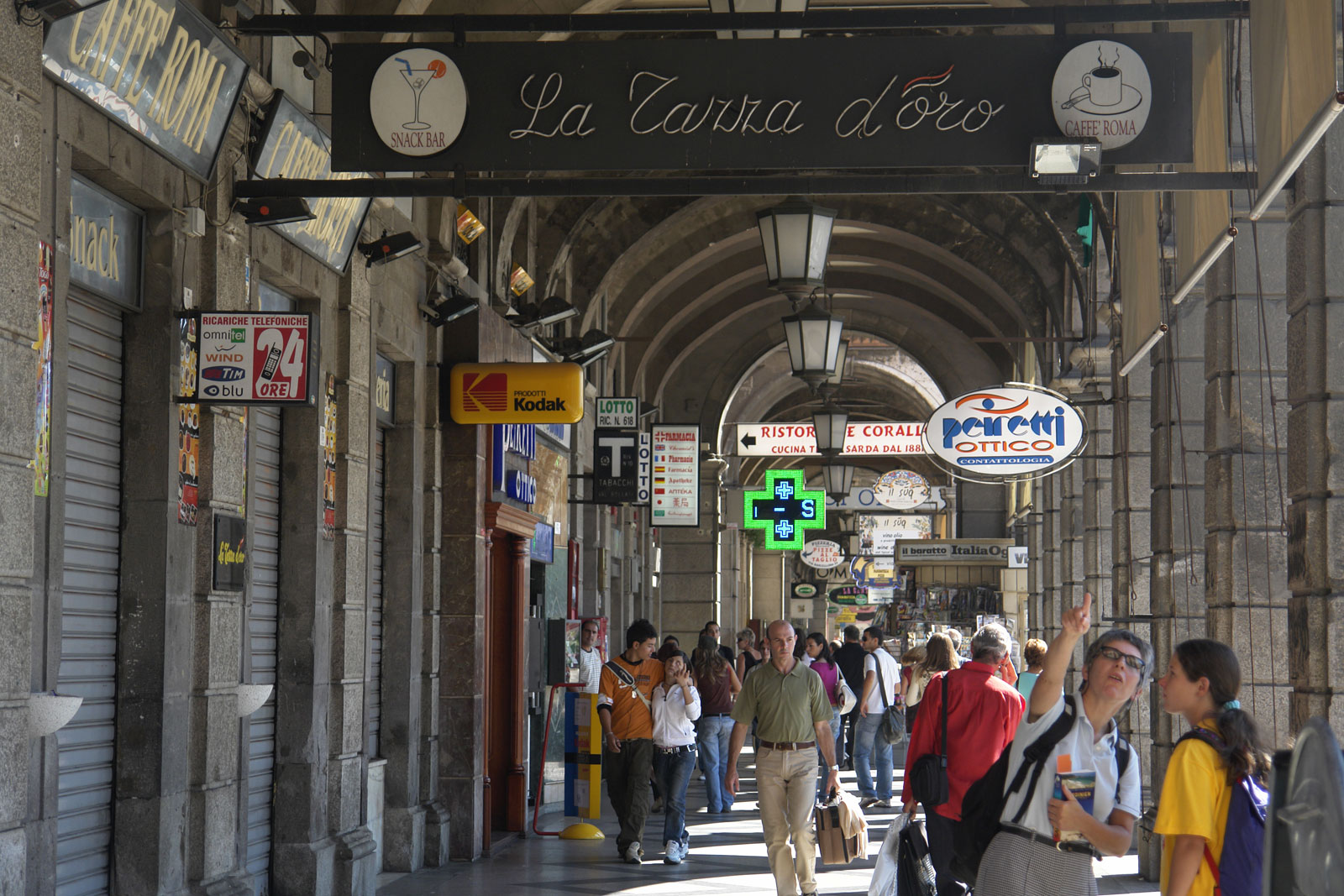
Los pórticos abarrotados.

Pasado el Palazzo Devoto se encuentra la Via dei Mille, que tiene la particularidad de tener en su lado izquierdo un callejón ciego, constituido por un pequeño tramo superviviente de la antigua Via San Francesco al Molo. La palazzata continúa con el Palazzo Leone Manca, edificado entre 1924 y 1934, en el interior del cual se sitúa, desde 1925, el cine Olympia; el local, cerrado hace algunos años como todos los otros del centro tras la llegada de los cines multisala, está ocupado actualmente por una tienda de ropa.
Atravesada la Via Barcellona se pasa al Palazzo Garzia, llamado a menudo erróneamente Garzia Vivanet, edificado por los hermanos Emanuele y Giovanni Garzia entre 1894 (el ala hacia la Via Barcellona) y 1905 (la parte hacia la Via Napoli), y al Palazzo Putzu Spano, que data de los años treinta. Además, en las dos esquinas con la Via Bayle, se sitúan los dos Palazzi Magnini, entre los primeros construidos en la Via Roma, entre 1894 y 1895. El último edificio antes del Largo Carlo Felice es el imponente Palazzo de La Rinascente, construido entre 1925 y 1930 por obra del ingeniero Federico Rampazzini.
Pasado el Largo Carlo Felice se sitúan el Palazzo Civico, ayuntamiento de la ciudad, y el neogótico Palazzo Vivanet, edificado entre 1893 y 1895, caracterizado por el uso de ladrillos de arcilla dejados a la vista y por los arcos ojivales de los pórticos, gravemente dañado durante los bombardeos y posteriormente restaurado (las partes restauradas se pueden identificar por el uso de ladrillos con una distinta tonalidad).
Hasta los años setenta del siglo XX, la Via Roma era el lugar de encuentro de los cagliaritani de todas las edades, incluidos los habitantes de los pueblos limítrofes que abarrotaban las tiendas. Los pórticos protegían a las personas en los días fríos o de lluvia, y el paseo marítimo ofrecía unas agradables vistas del golfo y el puerto, del que salían las embarcaciones hacia la península.